# Éric Bélanger
Éric Bélanger (Sherbrooke, 16 dicembre 1977) è un allenatore di hockey su ghiaccio ed ex hockeista su ghiaccio canadese che nel corso della propria carriera ha giocato 861 partite in National Hockey League, con le maglie di Los Angeles Kings (che lo avevano scelto durante l'NHL Entry Draft 1996), Carolina Hurricanes, Atlanta Thrashers, Minnesota Wild, Washington Capitals, Phoenix Coyotes ed Edmonton Oilers.
Ha avuto anche due esperienze in Europa: in Serie A con l'Hockey Club Bolzano durante la stagione del lockout 2004-2005, e in Kontinental Hockey League con l'Avtomobilist Ekaterinburg, con cui ha giocato i primi incontri della stagione 2013-2014 prima di annunciare il ritiro.
Dal 2014 al 2021 ha allenato in diverse leghe giovanili nordamericane. Ha guidato per la prima volta una compagine professionista nella stagione 2021-2022: i Trois-Rivières Lions in ECHL.